# Roxanne Roxanne
Roxanne Roxanne és una pel·lícula dramàtica dels Estats Units del 2017 dirigida per Michael Larnell i protagonitzada per Chanté Adams, Mahershala Ali i Nia Long.

## Repartiment
- Chanté Adams com a Roxanne Shanté
- Mahershala Ali com a Cross
- Nia Long com a Peggy
- Elvis Nolasco com a Ray
- Kevin Phillips com a Marley
- Shenell Edmonds com a Ranita
- Arnstar com a MC Shan
- Nigel Un. Fullerton com a Biz Markie
- Tremaine Brown Jr. com a Nasir
- Cheryse Dyllan com a Sparky Dee
- Taliyah Whitaker com a Roxanne Shanté de jove
- Charlie Hudson III com a Mr. Magic
- Cindy Cheung com a la infermera Mitchell
- Sean Ringgold com a Keith
- Nelsan Ellis com a el professor de Shanté